# Lijst van voetbalinterlands Marokko - Tunesië
Deze lijst van voetbalinterlands is een overzicht van alle officiële voetbalwedstrijden tussen de nationale teams van Marokko en Tunesië. De landen hebben tot op heden 43 keer tegen elkaar gespeeld. De eerste wedstrijd, een kwalificatiewedstrijd voor het Wereldkampioenschap voetbal 1962, vond plaats op 30 oktober 1960 in Casablanca. Het laatste duel, een vriendschappelijke wedstrijd, werd gespeeld in Fez op 6 juni 2025.

## Wedstrijden
| №  | Plaats     | Datum             | Competitie                                        | Wedstrijd         | Uitslag |
| -- | ---------- | ----------------- | ------------------------------------------------- | ----------------- | ------- |
| 1  | Casablanca | 30 oktober 1960   | WK 1962 kwalificatie                              | Marokko − Tunesië | 2 − 1   |
| 2  | Radès      | 13 november 1960  | WK 1962 kwalificatie                              | Tunesië − Marokko | 2 − 1   |
| 3  | Palermo    | 22 februari 1961  | WK 1962 kwalificatie                              | Marokko − Tunesië | 1 − 1   |
| 4  | Tunis      | 16 juni 1963      | Afrika Cup 1965 kwalificatie                      | Tunesië − Marokko | 4 − 1   |
| 5  | Rabat      | 2 juli 1963       | Afrika Cup 1965 kwalificatie                      | Marokko − Tunesië | 4 − 2   |
| 6  | Napels     | 25 september 1963 | Middellandse Zeespelen 1963                       | Marokko − Tunesië | 1 − 0   |
| 7  | Tunis      | 27 april 1969     | WK 1970 kwalificatie                              | Tunesië − Marokko | 0 − 0   |
| 8  | Casablanca | 18 mei 1969       | WK 1970 kwalificatie                              | Marokko − Tunesië | 0 − 0   |
| 9  | Marseille  | 13 juni 1969      | WK 1970 kwalificatie                              | Tunesië − Marokko | 2 − 2   |
| 10 | Damascus   | 1 oktober 1974    | Vriendschappelijk                                 | Tunesië − Marokko | 1 − 3   |
| 11 | Rabat      | 2 maart 1975      | Vriendschappelijk                                 | Marokko − Tunesië | 0 − 0   |
| 12 | Algiers    | 31 augustus 1975  | Middellandse Zeespelen 1975                       | Tunesië − Marokko | 0 − 0   |
| 13 | Algiers    | 6 september 1975  | Middellandse Zeespelen 1975                       | Tunesië − Marokko | 1 − 1   |
| 14 | Casablanca | 12 december 1976  | WK 1978 kwalificatie                              | Marokko − Tunesië | 1 − 1   |
| 15 | Radès      | 9 januari 1977    | WK 1978 kwalificatie                              | Tunesië − Marokko | 1 − 1   |
| 16 | Kumasi     | 6 maart 1978      | Afrika Cup 1978                                   | Marokko − Tunesië | 1 − 1   |
| 17 | Casablanca | 27 februari 1980  | Vriendschappelijk                                 | Marokko − Tunesië | 0 − 0   |
| 18 | Tunis      | 8 juni 1980       | Vriendschappelijk                                 | Tunesië − Marokko | 0 − 1   |
| 19 | Casablanca | 27 september 1981 | Vriendschappelijk                                 | Marokko − Tunesië | 2 − 2   |
| 20 | Tunis      | 23 maart 1983     | Vriendschappelijk                                 | Tunesië − Marokko | 1 − 0   |
| 21 | Rabat      | 7 augustus 1985   | Pan-Arabische Spelen 1985                         | Marokko − Tunesië | 2 − 2   |
| 22 | Radès      | 22 januari 1989   | WK 1990 kwalificatie                              | Tunesië − Marokko | 2 − 1   |
| 23 | Casablanca | 13 augustus 1989  | WK 1990 kwalificatie                              | Marokko − Tunesië | 0 − 0   |
| 24 | Radès      | 9 augustus 1990   | Vriendschappelijk                                 | Tunesië − Marokko | 0 − 0   |
| 25 | Radès      | 20 december 1992  | WK 1994 kwalificatie                              | Tunesië − Marokko | 1 − 1   |
| 26 | Casablanca | 28 augustus 1993  | WK 1994 kwalificatie                              | Marokko − Tunesië | 0 − 0   |
| 27 | Rabat      | 3 januari 1996    | Vriendschappelijk                                 | Marokko − Tunesië | 3 − 1   |
| 28 | Lagos      | 29 januari 2000   | Afrika Cup 2000                                   | Tunesië − Marokko | 0 − 0   |
| 29 | Radès      | 13 januari 2001   | Afrika Cup 2002 kwalificatie                      | Tunesië − Marokko | 0 − 1   |
| 30 | Rabat      | 24 maart 2001     | Afrika Cup 2002 kwalificatie                      | Marokko − Tunesië | 2 − 0   |
| 31 | Radès      | 11 oktober 2003   | Vriendschappelijk                                 | Tunesië − Marokko | 0 − 0   |
| 32 | Radès      | 14 februari 2004  | Afrika Cup 2004                                   | Tunesië − Marokko | 2 − 1   |
| 33 | Rabat      | 4 september 2004  | WK 2006 kwalificatie                              | Marokko − Tunesië | 1 − 1   |
| 34 | Radès      | 8 oktober 2005    | WK 2006 kwalificatie                              | Tunesië − Marokko | 2 − 2   |
| 35 | Casablanca | 7 februari 2007   | Vriendschappelijk                                 | Marokko − Tunesië | 1 − 1   |
| 36 | Libreville | 23 januari 2012   | Afrika Cup 2012                                   | Marokko − Tunesië | 1 − 2   |
| 37 | Sousse     | 6 juli 2013       | African Championship of Nations 2014 kwalificatie | Tunesië − Marokko | 0 − 1   |
| 38 | Tanger     | 14 juli 2013      | African Championship of Nations 2014 kwalificatie | Marokko − Tunesië | 0 − 0   |
| 39 | Casablanca | 15 juni 2015      | African Championship of Nations 2016 kwalificatie | Marokko − Tunesië | 1 − 1   |
| 40 | Radès      | 25 oktober 2015   | African Championship of Nations 2016 kwalificatie | Tunesië − Marokko | 2 − 3   |
| 41 | Marrakesh  | 28 maart 2017     | Vriendschappelijk                                 | Marokko − Tunesië | 1 − 0   |
| 42 | Radès      | 20 november 2018  | Vriendschappelijk                                 | Tunesië − Marokko | 0 − 1   |
| 43 | Fez        | 6 juni 2025       | Vriendschappelijk                                 | Marokko − Tunesië | 2 − 0   |

## Samenvatting
| Competitie                                   | Totaal gespeeld | Winst Marokko | Gelijk | Winst Tunesië | Doelsaldo Marokko – Tunesië |
| -------------------------------------------- | --------------- | ------------- | ------ | ------------- | --------------------------- |
| WK-kwalificatie                              | 14              | 1             | 11     | 2             | 13 − 14                     |
| Afrika Cup                                   | 4               | 0             | 2      | 2             | 3 − 5                       |
| Afrika Cup-kwalificatie                      | 4               | 3             | 0      | 1             | 8 − 6                       |
| African Championship of Nations-kwalificatie | 4               | 2             | 2      | 0             | 5 − 3                       |
| Middellandse Zeespelen                       | 3               | 1             | 2      | 0             | 2 − 1                       |
| Pan-Arabische Spelen                         | 1               | 0             | 1      | 0             | 2 − 2                       |
| Vriendschappelijk                            | 13              | 6             | 6      | 1             | 14 − 6                      |
| Totaal                                       | 43              | 13            | 24     | 6             | 47 − 37                     |

## Details

### 32ste ontmoeting
| Finale Afrika Cup 2004 (Radès, Tunesië, 14 februari 2004): |       |                      |
| Tunesië                                                    | 2 – 1 | Marokko              |
| Francileudo Dos Santos Silva 5' Ziad Jaziri 52'            | goals | 38' Youssef Mokhtari |

FRMF · A-internationals · Bondscoaches · Marokkaans vrouwenelftal · Olympisch elftal · Lokaal · Marokko U23 · Marokko U21 · Marokko U20 · Marokko U19 · Marokko U18 · Marokko U17
1950 – 1959 ·
1960 – 1969 ·
1970 – 1979 ·
1980 – 1989 ·
1990 – 1999 ·
2000 – 2009 ·
2010 – 2019 ·
2020 − 2029
WK 1970 ·
WK 1986 ·
WK 1994 ·
WK 1998 ·
WK 2018 ·
WK 2022
OS 1964 ·
OS 1972 ·
OS 1984 ·
OS 1992 ·
OS 2000 ·
OS 2004 ·
OS 2012
1944 · 
1957 · 
1958 · 
1959 · 
1960 · 
1961 · 
1962 · 
1963 · 
1964 · 
1965 · 
1966 · 
1967 · 
1968 · 
1969 · 
1970 · 
1971 · 
1972 · 
1973 · 
1974 · 
1975 · 
1976 · 
1977 · 
1978 · 
1979 · 
1980 · 
1981 · 
1982 · 
1983 · 
1984 · 
1985 · 
1986 · 
1987 · 
1988 · 
1989 · 
1990 · 
1991 · 
1992 · 
1993 · 
1994 · 
1995 · 
1996 · 
1997 · 
1998 · 
1999 · 
2000 · 
2001 · 
2002 · 
2003 · 
2004 · 
2005 · 
2006 · 
2007 · 
2008 · 
2009 · 
2010 · 
2011 · 
2012 · 
2013 · 
2014 ·
2015 ·
2016 ·
2017 ·
2018 ·
2019 ·
2020 ·
2021 ·
2022 ·
2023 ·
2024
Albanië ·
Algerije ·
Angola ·
Argentinië ·
Armenië ·
Australië ·
Bahrein ·
België ·
Benin ·
Botswana ·
Brazilië ·
Bulgarije ·
Burkina Faso ·
Burundi ·
Canada ·
Centraal-Afrikaanse Republiek ·
Chili ·
China ·
Colombia ·
Comoren ·
Congo-Brazzaville ·
Congo-Kinshasa ·
Costa Rica ·
DDR ·
Denemarken ·
Duitsland ·
Egypte ·
Engeland ·
Equatoriaal-Guinea ·
Estland ·
Ethiopië ·
Finland ·
Frankrijk ·
Gabon ·
Gambia ·
Georgië ·
Ghana ·
Griekenland ·
Guinee ·
Guinee-Bissau ·
Hongkong ·
Ierland ·
India ·
Indonesië ·
Irak ·
Iran ·
Italië ·
Ivoorkust ·
Jamaica ·
Jemen ·
Joegoslavië ·
Jordanië ·
Kaapverdië ·
Kameroen ·
Kenia ·
Koeweit ·
Kroatië ·
Lesotho ·
Libanon ·
Liberia ·
Libië ·
Luxemburg ·
Malawi ·
Maleisië ·
Mali ·
Mauritanië ·
Mexico ·
Mozambique ·
Myanmar ·
Namibië ·
Nederland ·
Nieuw-Zeeland ·
Niger ·
Nigeria ·
Noord-Ierland ·
Noorwegen ·
Oeganda ·
Oekraïne ·
Oezbekistan ·
Oman ·
Palestina ·
Paraguay ·
Peru ·
Polen ·
Portugal ·
Qatar ·
Roemenië ·
Rusland ·
Rwanda ·
Saoedi-Arabië ·
Sao Tomé en Principe ·
Schotland ·
Senegal ·
Servië ·
Sierra Leone ·
Slowakije ·
Soedan ·
Somalië ·
Sovjet-Unie ·
Spanje ·
Syrië ·
Tanzania ·
Thailand ·
Togo ·
Trinidad en Tobago ·
Tsjechië ·
Tunesië ·
Uruguay ·
Verenigde Arabische Emiraten ·
Verenigde Staten ·
Zambia ·
Zimbabwe ·
Zuid-Afrika ·
Zuid-Jemen ·
Zuid-Korea ·
Zwitserland
België (2022) · 
Frankrijk (2022) ·
Iran (2018) · 
Kroatië (2022, 1) ·
Kroatië (2022, 2) ·
Portugal (2018) · 
Portugal (2022) ·
Spanje (2018) ·
Spanje (2022)
FTF · A-internationals · Selecties · Bondscoaches · Tunesisch vrouwenelftal · Olympisch elftal · Tunesië U21 · Tunesië U20 · Tunesië U19 · Tunesië U18 · Tunesië U17
1950 – 1959 · 
1960 – 1969 · 
1970 – 1979 · 
1980 – 1989 · 
1990 – 1999 · 
2000 – 2009 · 
2010 – 2019 ·
2020 − 2029
WK 1978 · 
WK 1998 · 
WK 2002 · 
WK 2006 · 
WK 2018
OS 1960 · 
OS 1988 · 
OS 1996 · 
OS 2004
1957 · 
1958 · 
1959 · 
1960 · 
1961 · 
1962 · 
1963 · 
1964 · 
1965 · 
1966 · 
1967 · 
1968 · 
1969 · 
1970 · 
1971 · 
1972 · 
1973 · 
1974 · 
1975 · 
1976 · 
1977 · 
1978 · 
1979 · 
1980 · 
1981 · 
1982 · 
1983 · 
1984 · 
1985 · 
1986 · 
1987 · 
1988 · 
1989 · 
1990 · 
1991 · 
1992 · 
1993 · 
1994 · 
1995 · 
1996 · 
1997 · 
1998 · 
1999 · 
2000 · 
2001 · 
2002 · 
2003 · 
2004 · 
2005 · 
2006 · 
2007 · 
2008 · 
2009 · 
2010 · 
2011 · 
2012 · 
2013 · 
2014 · 
2015 · 
2016 ·
2017 ·
2018 ·
2019 ·
2020 ·
2021 ·
2022 ·
2023 ·
2024
Algerije ·
Angola ·
Argentinië ·
Australië ·
Bahrein ·
België ·
Benin ·
Bosnië en Herzegovina ·
Botswana ·
Brazilië ·
Bulgarije ·
Burkina Faso ·
Burundi ·
Canada ·
Centraal-Afrikaanse Republiek ·
Chili ·
China ·
Colombia ·
Comoren ·
Congo-Brazzaville ·
Congo-Kinshasa ·
Costa Rica ·
Denemarken ·
Djibouti ·
Duitse Democratische Republiek ·
Duitsland ·
Egypte ·
Engeland ·
Equatoriaal-Guinea ·
Ethiopië ·
Finland ·
Frankrijk ·
Gabon ·
Gambia ·
Georgië ·
Ghana ·
Guinee ·
Ierland ·
IJsland ·
Irak ·
Iran ·
Italië ·
Ivoorkust ·
Japan ·
Joegoslavië ·
Jordanië ·
Kaapverdië ·
Kameroen ·
Kenia ·
Koeweit ·
Kroatië ·
Letland ·
Libanon ·
Liberia ·
Libië ·
Madagaskar ·
Malawi ·
Mali ·
Malta ·
Marokko ·
Mauritanië ·
Mauritius ·
Mexico ·
Mozambique ·
Namibië ·
Nederland ·
Nieuw-Zeeland ·
Niger ·
Nigeria ·
Noorwegen ·
Oeganda ·
Oekraïne ·
Oman ·
Oostenrijk ·
Panama ·
Peru ·
Polen ·
Portugal ·
Qatar ·
Roemenië ·
Rusland ·
Rwanda ·
Saoedi-Arabië ·
Sao Tomé en Principe ·
Senegal ·
Servië en Montenegro ·
Seychellen ·
Sierra Leone ·
Slovenië ·
Soedan ·
Somalië ·
Sovjet-Unie ·
Spanje ·
Swaziland ·
Syrië ·
Tanzania ·
Togo ·
Tsjaad ·
Turkije ·
Uruguay ·
Verenigde Arabische Emiraten ·
Verenigde Staten ·
Wales ·
Wit-Rusland ·
Zambia ·
Zimbabwe ·
Zuid-Afrika ·
Zuid-Jemen ·
Zuid-Korea ·
Zweden ·
Zwitserland
België (2018) ·
Engeland (2018) ·
Oekraïne (2006) ·
Panama (2018) ·
Saoedi-Arabië (2006) · 
Spanje (2006)